# Ramona Nique
Ramona Nique (* 26. Mai 1961 in Stendal) ist eine deutsche Zootechnikerin. Sie war von 1981 bis 1986 Abgeordnete der Volkskammer der DDR.

## Leben
Nique, Tochter einer Bauernfamilie, besuchte die Oberschule. Sie wurde 1974 Mitglied der FDJ. Von 1977 bis 1979 absolvierte sie eine Lehre als Facharbeiterin für Zootechnik. Ab 1979 arbeitete sie als Tierbetreuerin in der LPG (Tierproduktion) Pessin. Im Jahr 1980 wurde sie Kandidatin der SED und besuchte im selben Jahr die Kreisparteischule Nauen der SED. Ab 1981 war sie stellvertretender Sekretär der FDJ-Grundorganisation und Mitglied des Vorstandes der LPG. Von 1981 bis 1986 war sie als Mitglied der FDJ-Fraktion Abgeordnete der Volkskammer und Mitglied des Ausschusses für Landwirtschaft, Forstwirtschaft und Nahrungsgüterwirtschaft.